# Chesilhurst
Chesilhurst és una població dels Estats Units a l'estat de Nova Jersey. Segons el cens del 2006 tenia 1.879 habitants.

## Demografia
Segons el cens del 2000, Chesilhurst tenia 1.520 habitants, 493 habitatges, i 345 famílies. La densitat de població era de 341,2 habitants/km².
Dels 493 habitatges en un 26,8% hi vivien nens de menys de 18 anys, en un 46,5% hi vivien parelles casades, en un 18,7% dones solteres, i en un 30% no eren unitats familiars. En el 25,2% dels habitatges hi vivien persones soles l'11,2% de les quals corresponia a persones de 65 anys o més que vivien soles. El nombre mitjà de persones vivint en cada habitatge era de 2,81 i el nombre mitjà de persones que vivien en cada família era de 3,32.
Per edats la població es repartia de la següent manera: un 22,9% tenia menys de 18 anys, un 7% entre 18 i 24, un 25,1% entre 25 i 44, un 30% de 45 a 60 i un 15,1% 65 anys o més.
L'edat mediana era de 42 anys. Per cada 100 dones de 18 o més anys hi havia 96,6 homes.
La renda mediana per habitatge era de 41.786 $ i la renda mediana per família de 50.263 $. Els homes tenien una renda mediana de 33.333 $ mentre que les dones 28.500 $. La renda per capita de la població era de 15.252 $. Aproximadament el 8% de les famílies i el 15,1% de la població estaven per davall del llindar de pobresa.

## Poblacions més properes
El següent diagrama mostra les poblacions més properes.